# Bonnetan
Bonnetan – miejscowość i gmina we Francji, w regionie Nowa Akwitania, w departamencie Żyronda.
Według danych na rok 1990 gminę zamieszkiwało 679 osób, a gęstość zaludnienia wynosiła 158 osób/km² (wśród 2290 gmin Akwitanii Bonnetan plasuje się na 591. miejscu pod względem liczby ludności, natomiast pod względem powierzchni na miejscu 1467.).